# 24개 신조
24개 신조 (이십사신조, 二十四信條, 영어: the Twenty Four Articles of Faith)는 1890년 영국 잉글랜드 장로교회(the Presbyterian Church of England)와 1897년 남아프리카 장로교회(the Presbyterian Church of South Africa)의 첫번째 총회에서 채택된 총 24개 항목의 신앙고백문이다.

## 역사
1885년 영국 잉글랜드 장로교 총회(the Presbyterian Synod of England)는 위원회를 만들어 신조 작성을 준비하였으며 그런 준비과정을 거쳐 1890년 24개 신조(XXIV. Articles of the Faith)를 채택했다. 1892년 교회 정치와 회원 자격, 주일 예배, 시민 정부, 교회 권징을 다루는 6개 챕터(chapters)로 된 부록을 추가로 채택했다. 1900년 24개 신조 준비를 주도한 오스왈드 다이크(J. Oswald Dykes) 박사는 편집자에게 보낸 편지에서 "신조를 기획하면서, 개혁 신학 또는 칼빈주의 신학의 핵심들을 유지하는 것이 목적이었다. 그러나 동시에 선택의 작정(the decree of election)이 아니라 복음 속에 담긴 하나님의 사랑을 신조 한 가운데에 자리잡게 하고 또 오래된 신조들이 가진 삼위일체적 배열을 그대로 따라 바꾸려고 했다."고 말했다. 1892년 이러한 총회(Synod)에 의해 한 가지 질문이 대의원들에게 주어졌는데, '당신들은 기독교 교리 체계가  웨스트민스터 신앙고백,  교회의 다른 하위 기준들 그리고 1890년 총회에서 승인된, 지금은 더 간단하게 표현된 24개 신조에서 나왔다는 것을 신실하게 스스로 믿는가'라는 것이었다. 24개 신조는 1897년 남아프리카 장로교(the Presbyterian Church of South Africa)에서 채택되었다.

## 내용
- 1. 하나님에 관하여 (OF GOD)
- 2. 삼위일체에 관하여 (OF THE TRINITY)
- 3. 창조에 관하여 (OF CREATION)
- 4. 섭리에 관하여 (OF PROVIDENCE)
- 5. 타락에 관하여 (OF THE FALL)
- 6. 은혜로 구원받음에 관하여 (OF SAVING GRACE)
- 7. 주 예수 그리스도에 관하여 (OF THE LORD JESUS CHRIST)
- 8. 그리스도의 사역에 관하여 (OF THE WORK OF CHRIST)
- 9. 그리스도의 승귀에 관하여 (OF THE EXALTATION OF CHRIST)
- 10. 복음에 관하여 (OF THE GOSPEL)
- 11. 성령에 관하여 (OF THE HOLY SPIRI
- 12. 선택과 중생에 관하여 (OF ELECTION AND REGENERATION)
- 13. 이신칭의에 관하여 (OF JUSTIFICATION BY FAITH)
- 14. 그리스도 안에서 아들됨에 관하여 (OF SONSHIP IN CHRIST)
- 15. 율법과 새로운 순종에 관하여 (OF THE LAW AND NEW OBEDIENCE)
- 16. 성화와 인내에 관하여 (OF SANCTIFICATION AND PERSEVERANCE)
- 17. 교회에 관하여 (OF THE CHURCH)
- 18. 교회 질서와 친교에 관하여 (OF CHURCH ORDER AND FELLOWSHIP)
- 19. 성경에 관하여 (OF HOLY SCRIPTURE)
- 20. 성례에 관하여 (OF THE SACRAMENTS)
- 21. 재림에 관하여 (OF THE SECOND ADVENT)
- 22. 부활에 관하여 (OF THE RESURRECTION)
- 23. 마지막 심판에 관하여 (OF THE LAST JUDGEMENT)
- 24. 영생에 관하여 (OF THE LIFE EVERLASTING)

## 한국교회와의 연관성
1890년 영국 잉글랜드 장로교가 1647년 웨스트민스터 신앙고백서를 기반으로 24개 신조를 작성하였으며, 이것을 인도 장로교가 12개 신조로 요약하였고, 이 12개 신조를 다시 서문만 고쳐 1907년 9월 17일 조선예수교장로회(해방 후 대한예수교장로회로 바뀜) 독노회가 채택하고 그대로 사용하여 지금에 이르고 있다.

!